# Music Smile
「Music Smile」（ミュージック スマイル）は、ABCラジオで2013年1月5日から2016年9月24日まで毎週土曜日の午後に放送されていた音楽番組のシリーズ。
全編生放送で、通称は「Mスマ」「ミュースマ」など。ホーム・ビジターを問わず、阪神タイガースのデーゲームを中継する日には、『ABCフレッシュアップベースボール』を番組内のコーナーとして内包する。

## 番組概要
「音楽で笑顔に!」をキーワードにして、曲のリクエストから、アルバム特集やアーティスト特集に、新譜情報コーナーや懐かしの曲に、お役立ちの情報まで、ラジオの前のリスナーが笑顔になる「音楽」や「情報」を放送。30代から40代までのリスナーを、ターゲットに想定している。
番組開始当初のタイトルは「南山千恵美のMusic Smile」（みなみやまちえみのミュージック スマイル）だったが、その南山が2013年8月3日の放送をもって出産・育児休暇（産前産後休暇）に入るため降板。高校野球期間を挟んだ8月24日からは、南山と同じ松竹芸能所属で、笑福亭鶴瓶門下の落語家である笑福亭鉄瓶がこの枠とタイトルを引き継ぎ「笑福亭鉄瓶のMusic Smile」（しょうふくていてっぺいのミュージック スマイル）として再スタート。なお、鉄瓶がABCラジオの番組にレギュラーで出演するのは、2003年度のナイターオフ期間に『歌謡大全集』金曜日のリポーターを担当して以来10年振り。鉄瓶がパーソナリティを務めた第1回のオープニングでは、南山が当日に出産したことを報告した。
2014年4月改編から、南山がパーソナリティとして復帰した。復帰後も2年半にわたって放送を続けてきたが、2016年9月24日放送分で終了。翌週（10月1日）からは、『慶元まさ美のSounds Good!』（慶元まさ美がパーソナリティを務める生放送の音楽番組）が、当番組の放送枠や構成を引き継ぐ。

## パーソナリティー
- 南山千恵美（2013年1月5日 - 8月3日、2014年4月5日 - 2016年9月24日）
- 笑福亭鉄瓶（2013年8月24日 - 2014年3月29日）

## 放送時間
いずれも毎週土曜日
| 放送期間                      | 放送時間（JST） | 備考         |
| ----------------------------- | --- | ------------ |
| 2013年1月5日 - 3月30日        | 13時55分-17時55分 |              |
| 2013年4月6日 - 6月29日        | 次の2パターンのいずれかで放送 （阪神戦デーゲーム開催日） 13時30分 - 18時45分 （阪神戦ナイター開催日） 13時30分 - 17時40分                | [ 5 ]        |
| 2013年7月6日 - 9月28日        | 次の2パターンのいずれかで放送 （阪神戦デーゲーム開催日） 13時30分 - 17時55分 （阪神戦ナイター開催日） 13時30分 - 17時40分                | [ 5 ] [ 6 ]  |
| 2013年10月5日 - 2014年3月29日 | 13時30分 - 17時55分 | [ 7 ]        |
| 2014年4月5日 - 6月28日        | 次の2パターンのいずれかで放送 （阪神戦デーゲーム開催日） 13時30分 - 19時 （阪神戦ナイター開催日） 13時30分 - 17時55分                    | [ 5 ]        |
| 2014年7月5日 - 9月27日        | 次の2パターンのいずれかで放送 （ナイターが1試合でも開催される日） 13時30分 - 17時55分 （ナイターの開催予定が一切ない日） 13時30分 - 19時 | [ 5 ] [ 6 ]  |
| 2014年10月4日 - 12月27日      | 13時30分 - 17時55分 | [ 8 ]        |
| 2015年1月3日 - 3月28日        | 13時30分 - 17時25分 | [ 9 ]        |
| 2015年4月4日 - 9月26日        | 次の2パターンのいずれかで放送 （阪神戦デーゲーム開催日） 13時30分 - 19時 （阪神戦ナイター開催日） 13時30分 - 17時55分                    | [ 5 ] [ 10 ] |
| 2015年10月3日 - 2016年3月26日 | 13時30分 - 17時55分 |              |
| 2016年4月2日 - 9月24日        | 次の2パターンのいずれかで放送 （阪神戦デーゲーム開催日） 13時30分 - 19時 （阪神戦ナイター開催日） 13時30分 - 17時55分                    | [ 5 ]        |

### フロートコーナー「ABCフレッシュアップベースボール」の扱い
阪神タイガース戦デーゲームの開催日については「ABCフレッシュアップベースボール」（原則13:55-17:00　試合終了まで延長）をフロート番組（1つのコーナー）として挿入する。
試合中パーソナリティーはスタジオ待機で基本的に出演しないが、放送カードが17時までに試合が終了するか、阪神戦（および予備カードがあった場合の全試合）が雨天中止となった場合は「フレッシュアップベースボール」スタジオバージョン扱いで「Mスマ」が放送される。その場合はパーソナリティーとともに、土曜日のスタジオナビゲーションを担当する女性キャスター（2013年度：中倉真梨子、2014年度：白ヶ澤香織）も出演する。またスポンサーについても、阪神戦のデーゲームが予定されている場合は、その試合の有無にかかわらず、土曜日のナイター中継時の番組協賛スポンサーがそのまま提供する（7-9月に阪神戦がデーゲームである日に阪神戦以外のナイターを中継する場合と、高校野球期間の中止・早終了によって阪神戦デーゲーム中継がある場合はノンスポンサーによる「フレッシュアップベースボールスペシャル」扱いとして放送される）。ただし、開幕カードやクライマックスシリーズなど、4-9月期以外に「フレッシュアップベースボールスペシャル」扱いで野球中継を行い、それが雨天中止または早く終了した場合には、「フレッシュアップ-」スタジオバージョン扱いとはせずに正式に「Mスマ」に復帰することになっている。
上記の通り13時半開始でありながら放送終了時間帯が2パターンあるのは阪神戦の試合開始時間によって調整するためによるものである。2015年度は高校野球期間を除き、7－9月についても原則としてタイガース戦のデーゲーム実施日はタイガース戦以外のナイターが行われていても放送しない方針となった（タイガース戦ナイターが雨天中止の場合はNRNナイター、または『SET UP!!』（文化放送制作）を放送）。
なお試合日程の関係で13:55以前の試合開始である場合は、試合開始時刻～13:55まではノンスポンサーによる「フレッシュアップベースボールスペシャル」の扱いとして放送されるため、実質的に当番組の放送時間が短縮されるが、この場合でも野球中継が17時までに終了していれば、その試合の中継終了時間から（17時までは「フレッシュアップベースボール」スタジオバージョン扱いとしながら）放送される。
但し、ABCのタイムテーブルでは当番組と「フレッシュアップベースボール」を別番組の扱いとして分けて掲載している他、当番組についてもホームページの記載では、野球中継を内包する場合は13:30-デーゲーム中継開始予定時刻（ほとんどは13:55）、17:00-17:55、18:00-19:00（2013年度の同時期は18:45まで）と3つの時間帯それぞれを別番組扱いとして分けて掲載している。
このスタイルは前番組である「芦沢誠のGO!GO!サタデー」から踏襲している。また、同様はKBCラジオ「徳永玲子の午後はニコニコ」（土曜デーゲーム時　それ以前は2010年までの土曜昼ワイドも）、「スマハラサバドゥ」（土曜ナイター）、「サンデーおすぎ」（日曜デーゲーム時　それ以前の日曜昼ワイドでも実施）（以上「KBCダイナミックホークス実況中継（薄暮・ナイター時は「KBCホークスナイタースペシャル」）」を内包）や、東海ラジオ「井田勝也の年リク!!」（2015年より中継予定試合が15時開始の場合、「年リク」を14時開始として「東海ラジオ ガッツナイタースペシャル」を内包）でもやっている。過去には並びにSTVラジオ（STVアタックナイター参照）でも2007年-2009年に「サンデーミュージックファイター」の枠内で「ファイターズスタジアム」を内包していた。